# Elezioni parlamentari tedesche del 1877

I risultati delle elezioni del Reichstag per collegio elettorale. La numerazione delle circoscrizioni corrisponde a quella della tabella.

Le elezioni parlamentari tedesche del 1877 furono le elezioni per il III Reichstag tedesco. Si svolsero il 10 gennaio 1877.
L'affluenza è stata di 60,6%, in lieve flessione rispetto al 1874.
Le forze conservatrici guadagnarono in queste elezioni a spese dei liberali. In sostanza fu una conferma per il cancelliere Otto von Bismarck, che era recentemente passato da una politica di libero scambio ad una protezionistica (Rudolph von Delbrück fu licenziato nel 1876). Le tensioni tra il cancelliere ed i liberali crebbero progressivamente. In questo contesto si ebbe la "Crisi del Cancelliere".
Il Partito conservatore tedesco, fondato nel 1876, subentrò con successo ai vecchi conservatori prussiani. I socialisti ormai uniti, nel 1874 erano ancora divisi in Associazione dei Lavoratori e Partito dei Lavoratori, riuscirono nuovamente ad aumentare il loro numero di seggi. Crebbe anche il Partito popolare tedesco (del sud), fondato nel Württemberg . Il Zentrum si stabilizzò come la seconda forza.
Dopo i tentativi di assassinio del Kaiser Guglielmo I e le controversie sulla prevista legge antisocialista, il terzo Reichstag fu sciolto dall'imperatore su richiesta di Bismarck e si tennero le elezioni per il quarto Reichstag: era il 1878.

## Risultati
| Orientamento politico        | Orientamento politico        | Partiti                                              | Partiti | Voti       | Voti   | Voti      | Seggi | Seggi  | Seggi     |
| ---------------------------- | ---------------------------- | ---------------------------------------------------- | ------- | ---------- | ------ | --------- | ----- | ------ | --------- |
| Orientamento politico        | Orientamento politico        | Partiti                                              | Partiti | in Milioni | %      | Dif. 1874 | Seggi | %      | Dif. 1874 |
| Conservatori                 | Conservatori                 | Partito Conservatore Tedesco (DKP)                   |         | 0,526      | 9,7 %  | +2,8 %    | 40    | 10,1 % | +19       |
| Conservatori                 | Conservatori                 | Partito del Reich Tedesco (DRP)                      |         | 0,427      | 7,9 %  | +0,7 %    | 38    | 9,6 %  | +6        |
| Liberali                     | Destra-                      | Partito Nazionale Liberale (NLP)                     |         | 1,470      | 27,2 % | −2,5 %    | 128   | 32,2 % | −26       |
| Liberali                     |                              | Liberali indipendenti                                |         | 0,135      | 2,5 %  | +1,5 %    | 13    | 3,3 %  | +7        |
| Liberali                     | Sinistra-                    | Partito del Progresso Tedesco (DFP)                  |         | 0,418      | 7,7 %  | −0,9 %    | 35    | 8,8 %  | −14       |
| Liberali                     | Sinistra-                    | Partito Popolare Tedesco (DtVP)                      |         | 0,045      | 0,8 %  | +0,4 %    | 4     | 1,0 %  | +3        |
| Cattolici                    | Cattolici                    | Partito di Centro Tedesco (Zentrum)                  |         | 1,341      | 24,8 % | −3,1 %    | 93    | 23,4 % | +2        |
| Socialisti                   | Socialisti                   | Partito Socialista dei Lavoratori di Germania (SAPD) |         | 0,493      | 9,1 %  | +2,3 %    | 12    | 3,0 %  | +3        |
| Partiti regionali, minoranze | Partiti regionali, minoranze | Partito Tedesco di Hannover (DHP)                    |         | 0,085      | 1,6 %  | +0,2 %    | 4     | 1,0 %  | ±0        |
| Partiti regionali, minoranze | Partiti regionali, minoranze | Partito Polacco                                      |         | 0,216      | 4,0 %  | +0,2 %    | 14    | 3,5 %  | ±0        |
| Partiti regionali, minoranze | Partiti regionali, minoranze | Partito Danese                                       |         | 0,023      | 0,4 %  | −0,3 %    | 1     | 0,3 %  | ±0        |
| Partiti regionali, minoranze | Partiti regionali, minoranze | Partito dell'Alsazia-Lorena                          |         | 0,200      | 3,7 %  | −0,8 %    | 15    | 3,8 %  | ±0        |
|                              |                              | Altre liste                                          |         | 0,022      | 0,4 %  | −0,6 %    | -     | -      | ±0        |
| Totale                       | Totale                       | Totale                                               | Totale  | 5,401      | 100 %  |           | 397   | 100 %  |           |

## Gruppi del III Reichstag
I gruppi all'inizio della legislatura erano così composti:
| Nazional-Liberale             | 128 |
| Centrista                     | 93  |
| Conservatore                  | 40  |
| Liberal-Conservatore          | 38  |
| Partito del Progresso Tedesco | 35  |
| Polacchi                      | 14  |
| Indipendenti Liberali         | 13  |
| Socialdemocratico             | 12  |
| Alsaziani e Loreni            | 10  |
| DHP                           | 9   |
| Partito Popolare Tedesco      | 4   |
| Danesi                        | 1   |

Durante il resto della legislatura, la forza dei singoli gruppi politici è cambiata più volte a causa delle elezioni suppletive e dei cambiamenti nei gruppi parlamentari.